# Ангиопластика артерий нижних конечностей при синдроме диабетической стопы
Ангиопластика артерий нижних конечностей при синдроме диабетической стопы — рентгенохирургическое вмешательство (операция) по восстановлению просвета артерий нижних конечностей с помощью баллонных катетеров и стентов, целью которой является создание прямого кровотока по артериям к зоне поражения на стопе на период заживления язвы/раны. При необходимости, возможны повторные вмешательства.
Ангиопластика является методом выбора (наилучшим методом) для восстановления кровотока в нижних конечностей при синдроме диабетической стопы, так как при сахарном диабете поражаются преимущественно артерии голени и стопы, на которых результаты открытых шунтирующих операций являются неудовлетворительными.
Через специальный порт под контролем рентгеноскопии и ангиографии  проволочные проводники заводятся через суженные и закупоренные участки по артериям нижних конечностей до зоны поражения на стопе, баллонными катетерами (трубочками с полиэтиленовым баллоном на конце) по проводнику под высоким давлением расширяется просвет артерий в зонах окклюзий и  стенозов. После этого при необходимости для поддержания артерий в раскрытом состоянии в их просвет имплантируют специальные металлические конструкции, выполняющие роль каркаса сосуда — стенты.
При восстановлении артериального кровотока методом ангиопластики возможно избежать высокой ампутации конечности и добиться заживления трофической ишемической язвы на стопе.